# No Respect (zenekar)
A No Respect zenekart 2012 elején alapította Papp Attila, Sárosi Richárd, Kollár Ábel és Marton Mátyás. A zenekar 2014 decemberében debütált a Megszűnt a világ és az Önpusztító fegyver (amelyhez később az első videóklipjük is készült) című dalaival. Első EP-jük 2015 áprilisában jelent meg Tiszteletlen címmel.
2014-ben megnyerték a gödöllői GIX-faktor tehetségkutatót, ezáltal lehetőséget kaptak fellépni 2015-ben Gödöllőn, a belvárosi napokon.

## Aktív évek és a befejezés
2015-ben megjelenítették a Tiszteletlen, Kőbe vésett jel és a Nézz fel az égre című dalaikat. Még ebben az évben szerepeltek az Ébren álmodom című dalukkal a fiatalok körében nagy népszerűségnek örvendő Középsuli sorozatban.
2016-ban megjelent dalaik: Elfeledett feledés, Megírtam 100x és Hova sodor az éj. A két utóbbi dalhoz videóklipet is készítettek.
Mindig is hangot adtak annak, hogy mennyire büszkék a szülővárosukra, Isaszegre. Dal is készült a városról Haza húz a szív címmel, de ez soha nem jelent meg hivatalosan. 2016-ban a lengyelországi Bojanówban, Isaszeg testvérvárosában ők képviselhették Isaszeget.
2017 szeptemberében bejelentették, hogy háttérbe vonulnak, és nem folytatják a közös zenélést. A hivatalos közleményben arra hivatkoztak, hogy az elmúlt években sokat változtak, és mindannyian kicsit másfelé. Búcsúzóul megjelentették az Utálod magad című dalukat. Utolsó koncertjükre 2017 szeptember 29-én került sor Budapesten.

## Amiben mások
Magyarországon az elsők között voltak, akik kihasználták az akkor még csak a szárnyait bontogató közösségi média adta lehetőségeket. Ebben nagy segítségükre volt Futó János, aki az elején barátjukként, később a zenekar menedzsereként segítette a csapatot. Nagyon szoros kapcsolatot ápoltak a rajongóikkal, akik No Respect Familynek nevezték magukat. A dalaik témaválasztása nagyrészt a fiatalok mindennapi problémáival foglalkozott, a klipjeik pedig kisfilmként is megállnák a helyüket.

## Tagok
- Papp Attila - gitár, ének
- Sárosi Richárd - gitár
- Kollár Ábel - basszusgitár
- Marton Mátyás - dobok

## Kiadványok
- Tiszteletlen EP (2015)
- Ébren Álmodom EP (2015)
- Elfeledett Feledés EP (2017)
- Vidám Sziget Album (2023)